# Liste der Kreisstraßen im Kreis Steinburg
Die Liste der Kreisstraßen im Kreis Steinburg ist eine Liste der Kreisstraßen im schleswig-holsteinischen Kreis Steinburg.

## Abkürzungen
- K: Kreisstraße
- L: Landesstraße

## Liste
Straßen und Straßenabschnitte, die unabhängig vom Grund (Herabstufung zu einer Gemeindestraße oder Höherstufung) keine Kreisstraßen mehr sind, werden kursiv dargestellt. Der Straßenverlauf wird in der Regel von Nord nach Süd und von West nach Ost angegeben.
| Nr.  | Verlauf |
| ---- | --- |
| K 1  | K 65 in Kellinghusen – K 2 – L 295                                                                               |
| K 2  | Störkathen – K 1 in Kellinghusen                                                                                 |
| K 9  | L 120 in Wellenkamp – Heiligenstedtenerkamp – L 120 – K 44                                                       |
| K 10 | L 119 in Krempe – K 44 – Neuenbrook – L 119 – L 116 in Rethwisch                                                 |
| K 11 | / in Itzehoe – Heiligenstedten – K 36 – L 135 – K 61 – Hodorf – K 26                                             |
| K 12 | L 135 – Stördorf – K 13 – K 49 – L 136 in Beidenfleth                                                            |
| K 13 | L 136 in Wilster – K 12                                                                                          |
| K 14 | K 63 – L 170 |
| K 15 | L 137 – Ecklakerhörn – K 40 – Nortorf – K 17 – Schotten – K 16 – K 63 in Wilster                                 |
| K 16 | K 17 – K 15 in Wilster                                                                                           |
| K 17 | L 135 in Neuendorf – K 16 – Averfleth – K 15 in Nortorf                                                          |
| K 18 | L 235 in Vorder-Neuendorf – L 135 in Neuendorf-Sachsenbande                                                      |
| K 19 | L 130 – Agethorst – Mehlbek – K 62 in Mehlbek Siedlung                                                           |
| K 26 | L 136 in Beidenfleth – Störfähre – K 11 – L 120                                                                  |
| K 32 | L 121 – in Mühlenbarbek                                                                                          |
| K 33 | K 58 – K 63 in Büttel                                                                                            |
| K 34 | L 118 – Kiebitzreihe – L 100 – Kreisgrenze – (K 23 im Kreis Pinneberg)                                           |
| K 35 | – Peissen – K 57 – K 39 in Silzen                                                                                |
| K 36 | K 62 in Huje – Oldendorf – Julianka – – K 11 in Heiligenstedten                                                  |
| K 37 | K 39 in Silzen – Poyenberg – K 50 – L 121 in Hennstedt                                                           |
| K 38 | L 114/L 171 – Kreisgrenze – (K 30 im Kreis Segeberg)                                                             |
| K 39 | (K 74 im Kreis Rendsburg-Eckernförde) – Kreisgrenze – Silzen – K 37 – K 35 – Hohenfiert – K 47 in Hohenlockstedt |
| K 40 | L 135 – K 15 in Ecklakerhörn                                                                                     |
| K 42 | K 63 – L 170 |
| K 44 | L 120 in Kremperheide – K 9 – K 10                                                                               |
| K 45 | in Kleinösau – Winseldorf – Lohbarbek – in Mühlenbarbek                                                          |
| K 46 | – Bücken – L 121 in Hohenlockstedt                                                                               |
| K 47 | – Ridders – Hohenlockstedt – K 39 – L 121 –                                                                      |
| K 49 | K 12 – L 136 in Hochfeld                                                                                         |
| K 50 | K 37 in Poyenberg – Kreisgrenze                                                                                  |
| K 51 | (K 38 im Kreis Rendsburg-Eckernförde) – Kreisgrenze –                                                            |
| K 53 | L 127 – Hohenaspe – K 71 –                                                                                       |
| K 54 | L 123 – in Kellinghusen                                                                                          |
| K 55 | L 120 in Wellenkamp – L 119 in Wellenkamp                                                                        |
| K 56 | (K 12 im Kreis Rendsburg-Eckernförde) – Kreisgrenze – L 122 in Willenscharen                                     |
| K 57 | /L 128 – Reher – – K 35 in Peissen                                                                               |
| K 58 | (K 72 im Kreis Dithmarschen) – Kreisgrenze – K 33 –                                                              |
| K 59 | L 131 – Bokhorst – K 60 – Neumühlen – L 127 in Schenefeld                                                        |
| K 60 | K 59 – Aasbüttel – L 127 in Warringholz                                                                          |
| K 61 | K 11 in Heiligenstedten – L 120 in Wellenkamp                                                                    |
| K 62 | L 235/L 327 in Kleve – Huje – K 36 – Steinörtchen – Mehlbek Siedlung – K 19 – Kaaks – L 127                      |
| K 63 | (K 75 im Kreis Dithmarschen) – Kreisgrenze – Büttel – K 33 – Sankt Margarethen – – K 42 – – K 15 in Wilster      |
| K 64 | L 119 – Münsterdorf – L 116 in Lägerdorf                                                                         |
| K 65 | L 123 in Kellinghusen – K 1 –                                                                                    |
| K 66 | (K 85 im Kreis Rendsburg-Eckernförde) – Kreisgrenze – Puls – L 128 – Oldenborstel – in Hohenesch                 |
| K 67 | (K 88 im Kreis Rendsburg-Eckernförde) – Kreisgrenze – Sarlhusen – L 122 in Willenscharen                         |
| K 68 | – L 116 in Rethwisch                                                                                             |
| K 69 | (K 74 im Kreis Dithmarschen) – Kreisgrenze –                                                                     |
| K 71 | in Christinenthal – Looft – Drage – K 53 in Hohenaspe                                                            |